# Markus Tingart
Markus Tingart (* 5. Juli 1968 in Düren) ist ein deutscher Orthopäde und Universitätsprofessor. Von 2010 bis 2021 war Tingart Direktor der Klinik für Orthopädie an der Uniklinik RWTH Aachen. Die persönlichen Schwerpunkte von Tingart liegen auf den Gebieten der Gelenk- und Tumorchirurgie mit einer ausgewiesenen Expertise in der Fuß-, Schulter-, Hüft- und Kniegelenkchirurgie. Er verfügt über ein großes klinisches und wissenschaftliches Renommee auf den Gebieten der computerassistierten und minimalinvasiven Endoprothetik und der komplexen Revisions-Endoprothetik.

## Leben
Von 1989 bis 1995 studierte Tingart Humanmedizin an der RWTH Aachen. Seine ärztliche Ausbildung erhielt er in der Orthopädie der Universität zu Köln. Im Anschluss war er als Assistenzarzt am II. Chirurgischen Lehrstuhl der Universität zu Köln tätig. Nach einem USA-Aufenthalt an der Harvard Medical School (Department of Orthopaedic Surgery) in Boston in 2000 und 2001 wechselte Tingart an die Universität Regensburg, wo er zunächst an der Orthopädischen Klinik als Assistenzarzt arbeitete, im Anschluss die Ausbildung zum Facharzt für Orthopädie absolvierte und sich 2004 im Fach Orthopädie habilitierte. 2005 erlangte Tingart die Qualifikation als Facharzt für Orthopädie und Unfallchirurgie sowie die Lehrbefugnis für das Fach Orthopädie. Zudem wurde er an der Universität Regensburg zum Privatdozenten ernannt, wo er zunächst Oberarzt an der Orthopädischen Klinik der Universität Regensburg, seit 2006 zudem Stellvertreter des Klinikdirektors war. Zusätzlich studierte Tingart von 2008 bis 2010 Gesundheitsökonomie an der SRH Fernhochschule Riedlingen und schloss mit dem akademischen Grad des Betriebswirts ab. Im Oktober 2010 wechselte Tingart an die Uniklinik RWTH Aachen und übernahm bis 2021 die Leitung der Klinik für Orthopädie. Dazu hatte er bis zu seinem Ausscheiden 2021 eine W3-Professur für Orthopädie und Unfallchirurgie mit dem Schwerpunkt Orthopädie an der Medizinischen Fakultät der RWTH Aachen inne und war dort seit 2016 Prodekan für Studium und Lehre an der Medizinischen Fakultät.
Tingart führt die Zusatzbezeichnungen „Spezielle orthopädischen Chirurgie“, „Sportmedizin“, „Chirotherapie“, „Physikalische Therapie“, „Balneologie“ und „Orthopädische Rheumatologie“ sowie die Fachkundenachweise „Arzt im Rettungsdienst“ sowie „Strahlenschutz: Notfall- & Röntgendiagnostik gesamtes Skelett“.

## Mitgliedschaften
- Deutschsprachige Arbeitsgemeinschaft für Arthroskopie (AGA)
- Orthopaedic Research Society (ORS)
- Deutsche Gesellschaft für Orthopädie und Orthopädische Chirurgie (DGOOC)
- Deutsche Assoziation für Fuß und Sprunggelenk e.V. (DAF)
- Deutsche Gesellschaft für Endoprothetik

## Preise
- 2006: Wissenschaftspreis der Gesellschaft für Endoprothetik
- 2006: Shoulder Fellowship der AGA
- 2007: Austrian-Swiss-German Fellowship der DGOOC
- 2008: Albert-Hoffa-Preis 2008 der Norddeutschen Orthopäden Vereinigung
- 2009: Themistocles-Gluck-Preis 2009
- 2009: Sieger Hochschulwettbewerb; Wissenschaftsjahr 2009, Bundesministerium für Bildung und Forschung

## Publikationen
Tingart ist Mitherausgeber folgender Werke im Bereich der Chirurgie und Orthopädie:
- H. Clusmann, A. Heidenreich, HC. Pape, N. Pallua, M. Tingart (Hg.). Chirurgie in 5 Tagen. Springer Verlag, Berlin, 2011. ISBN 978-3-642-20474-6
- C. Lüring, M. Tingart (Hg.). Operative Zugangswege in Orthopädie und Unfallchirurgie. Springer Verlag, Berlin, 2015. ISBN 978-3-642-38264-2
- D. Rixen, C. Schöpp, M. Tingart (Hg.). Kniechirurgie. Elsevier Verlag, München, 2016. ISBN 978-3437246012